# 杨恒郁
杨恒郁（1996年7月22日—），中国女子击剑运动员，2022年亚洲击剑锦标赛女子佩剑个人和女子佩剑团体铜牌得主、2023年亚洲击剑锦标赛女子佩剑团体银牌得主和女子佩剑个人铜牌得主、2022年亚洲运动会女子佩剑团体铜牌得主。